# Павловская (Кировская область)
 Павловская  — опустевшая деревня в Афанасьевском районе Кировской области в составе Ичетовкинского сельского поселения.

## География
Расположена на расстоянии примерно 10 км на восток от райцентра поселка  Афанасьево.

## История
Известна с 1891 года как починок Степана Павлова Трушникова, в 1905 дворов 3 и жителей 29, в 1926 (починок Павловский) хозяйств 6 и жителей 44, в 1950 15 и 47, в 1989 оставалось 11 человек. Современное название с 1978 года.  

## Население
Постоянное население составляло 7 человек (русские 100%) в 2002 году, 0 в 2010.